# Goffrey E. R. Lloyd
Geoffrey Ernest Richard Lloyd (Swansea, 25 gennaio 1933) è uno storico e uno storico della filosofia antica britannico. Professore emerito al Needham Research Institute dell'Università di Cambridge.

## Opere
- 1966.  Polarity and Analogy: Two Types of Argumentation in Early Greek Thought.  Cambridge: Cambridge Univ. Pr., ISBN 0-521-05578-4; reprint Bristol Classical Press, 1922. ISBN 0-87220-140-6.
- 1968.  Aristotle: The Growth and Structure of his Thought.  Cambridge: Cambridge Univ. Pr., ISBN 0-521-09456-9.
- 1970.  Early Greek Science: Thales to Aristotle. New York: W.W. Norton & Co.  ISBN 0-393-00583-6.
- 1973.  Greek Science after Aristotle. New York: W.W. Norton & Co., 1973.  ISBN 0-393-00780-4.
- 1978.  Aristotle on Mind and the Senses (Cambridge Classical Studies).  Cambridge: Cambridge Univ. Pr.  ISBN 0-521-21669-9.
- 1978.  with J. Chadwick.  Hippocratic Writings (Penguin Classics).  Penguin Books.  ISBN 0-14-044451-3.
- 1979.  Magic Reason and Experience: Studies in the Origin and Development of Greek Science. Cambridge: Cambridge Univ. Pr.  ISBN 0-521-29641-2.
- 1983.  Science, Folklore and Ideology.  Cambridge: Cambridge Univ. Pr.  ISBN 0-521-27307-2.
- 1987.  The Revolutions of Wisdom: Studies in the Claims and Practice of Ancient Greek Science (Sather Classical Lectures, 52).  Berkeley: Univ. of California Pr.,   ISBN 0-520-06742-8.
- 1990.  Demystifying Mentalities.  Cambridge: Cambridge Univ. Pr.  ISBN 0-521-36680-1.
- 1991.  Methods and Problems in Greek Science.  Cambridge: Cambridge Univ. Pr.  ISBN 0-521-39762-6.
- 1996.  Adversaries and Authorities: Investigations into ancient Greek and Chinese Science.  Cambridge: Cambridge Univ. Pr.  ISBN 0-521-55695-3.
- 1996.  Aristotelian Explorations.  Cambridge: Cambridge Univ. Pr.  ISBN 0-521-55619-8.
- 2002.  The Ambitions of Curiosity: Understanding the World in Ancient Greece and China.  Cambridge: Cambridge Univ. Pr.  ISBN 0-521-81542-8.
- 2002.  with Nathan Sivin.  The Way and the Word: Science and Medicine in Early China and Greece.  New Haven: Yale Univ. Pr.  ISBN 0-300-10160-0.
- 2003.  In the Grip of Disease: Studies in the Greek Imagination.  New York: Oxford Univ. Pr.  ISBN 0-19-927587-4.
- 2004.  Ancient Worlds, Modern Reflections: Philosophical Perspectives on Greek and Chinese Science and Culture.  New York: Oxford Univ. Pr.  ISBN 0-19-928870-4.
- 2005.  The Delusions of Invulnerability: Wisdom and Morality in Ancient Greece, China and Today.  London: Duckworth.  ISBN 0-7156-3386-4.
- 2006.  Principles And Practices in Ancient Greek And Chinese Science (Variorum Collected Studies Series).  Aldershot: Ashgate.  ISBN 0-86078-993-4.
- 2007.  Cognitive Variations: Reflections on the Unity and Diversity of the Human Mind.  New York: Oxford Univ, Pr.  ISBN 0-19-921461-1.
- 2009.  Disciplines in the Making, Oxford University Press, pp. viii + 215. ISBN 978-0-19-956787-4.